# Antônio Carlos Lemgruber
Antônio Carlos Braga Lemgruber (Rio de Janeiro, 26 de outubro de 1947 – 9 de fevereiro de 2011) foi um economista brasileiro. Assumiu a presidência do Banco Central do Brasil (BCB) em março de 1985, sendo o primeiro presidente do Banco Central após o regime militar. Descendente de imigrantes suíços que se estabeleceram em Nova Friburgo no início do século XIX, Lemgruber sempre morou no Rio de Janeiro, onde nasceu em 1947, e se graduou em Economia pela Universidade Federal do Rio de Janeiro em 1969.
Trabalhando como jornalista econômico enquanto cursava a universidade, conheceu economistas renomados, entre os quais Alexandre Kafka, que era professor na Universidade da Virgínia. Por sua influência, decidiu realizar um curso de pós-graduação no exterior, escolhendo a universidade na qual Kafka lecionava. Enquanto 
elaborava sua dissertação de mestrado, abordando questões cambiais,  e sua tese de doutorado, tratando de experiências comparadas de 
inflação, contou com interlocutores importantes na cena brasileira, como Paulo Lira e Casimiro Ribeiro.
Ao retornar ao país, Lemgruber foi convidado a trabalhar na Fundação Getulio Vargas (FGV), realizando pesquisas no Instituto Brasileiro de Economia (Ibre) e lecionando na Escola de Pós-graduação em Economia (EPGE), além de ser editor da revista Conjuntura Econômica. Nesse período, criou o Centro de Estudos Monetários Internacionais, na FGV, no qual realizou pesquisas entre 1979 e 1981. 
Em agosto de 1981, Lemgruber, decidiu aceitar o convite para tornar-se 
executivo financeiro em tempo integral e assumiu a diretoria da Área Internacional do Banco Boavista, mas a questão da inflação brasileira 
sempre permaneceu no seu foco.
O convite para assumir a presidência do Banco Central na gestão de Tancredo Neves foi um desafio irrecusável, embora Lemgruber se considerasse muito jovem. A situação da economia brasileira em 1984 estava mais confortável que no ano anterior em termos de crescimento, mas a inflação seguia elevada. O relacionamento com o exterior não havia sido restabelecido, uma vez que o Fundo Monetário Internacional (FMI) tinha decidido esperar pelo novo governo para fechar um acordo. Na percepção de Lemgruber, a morte do presidente eleito, no entanto, encurtou bastante o prazo da tarefa da equipe do Banco Central.
Com a posse de Sarney, seguiram trabalhando, mesmo com as limitações decorrentes da situação. Em agosto de 1985, deixou a presidência do BCB, retomando suas atividades na iniciativa privada, até seu falecimento em 9 de fevereiro 2011.

## Controvérsias
Ex-presidente do Banco Central e ex-dirigente do Banco Liberal, Antônio Carlos Lemgruber foi condenado pela Justiça de Nova York a pagar uma indenização de US$ 43,163 milhões por supostos desvios de dinheiro na gestão da instituição financeira em 2002. O Banco Liberal foi adquirido pelo Bank of America em 2001, conforme havia sido antecipado pelo colunista Ancelmo Gois, d'O Globo.O caso foi julgado pelo juíz americano Theodore H. Kat
De acordo com a Justiça de Nova York, ele teve de pagar US$ 27,306 milhões em danos causados ao Bank of America e outros US$ 15,856 milhões em taxa de juros prefixados. De acordo com a advogado de Lemgruber, Arthur Lavigne, as acusações do banco americano não são verdadeiras. Por se tratar de uma ação civil, Lemgruber pode entrar nos Estados Unidos, ressalta o advogado.
Lavigne contesta ainda o fato de o Bank of America ter impedido que a ação fosse julgada pela Justiça brasileira, já que os desvios teriam sido supostamente feitos no Brasil.